# Lionel Hiffler
Lionel Hiffler né le 29 octobre 1973 est un triathlète handisport français, champion de France et champion du monde de paratriathlon PT3 en 2014.

## Palmarès
Le tableau présente les résultats les plus significatifs (podium) obtenus sur le circuit national et international de paratriathlon depuis 2010
| Année | Paratriathlon                              | Pays        | Position           | Temp           |
| ----- | ------------------------------------------ | ----------- | ------------------ | -------------- |
| 2014  | Championnats du monde de paratriathlon TP3 | Canada      | Médaille d'or      | 1 h 7 min 24 s |
| 2014  | Championnat de France de paratriathlon PT3 | France      | Médaille d'or      | 1 h 6 min 41 s |
| 2014  | ITU Series TP3 - Étape de Magog            | Canada      | Médaille d'argent  | 1 h 6 min 18 s |
| 2014  | ITU Series TP3 - Étape de Besançon         | France      | Médaille d'argent  | 1 h 1 min 37 s |
| 2014  | ITU Series TP1 - Étape d'Iseo              | Italie      | Médaille d'argent  | 1 h 5 min 54 s |
| 2013  | Championnat de France de paratriathlon PT3 | France      | Médaille de bronze | 1 h 6 min 43 s |
| 2010  | ITU Series TR4 - Étape de Londres (Finale) | Royaume-Uni | Médaille d'or      | 1 h 1 min 42 s |